# George Brucks

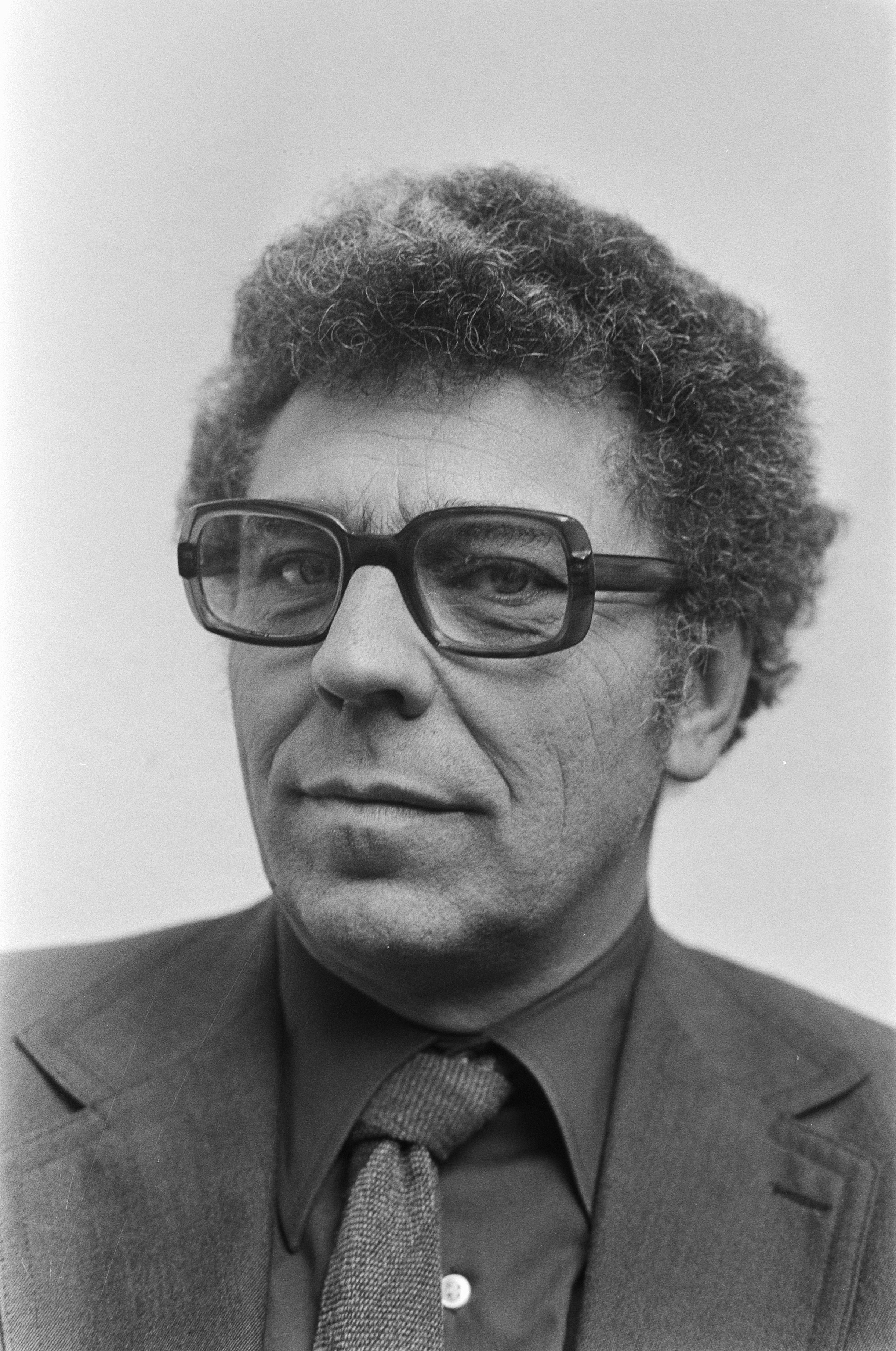
Brucks in 1975

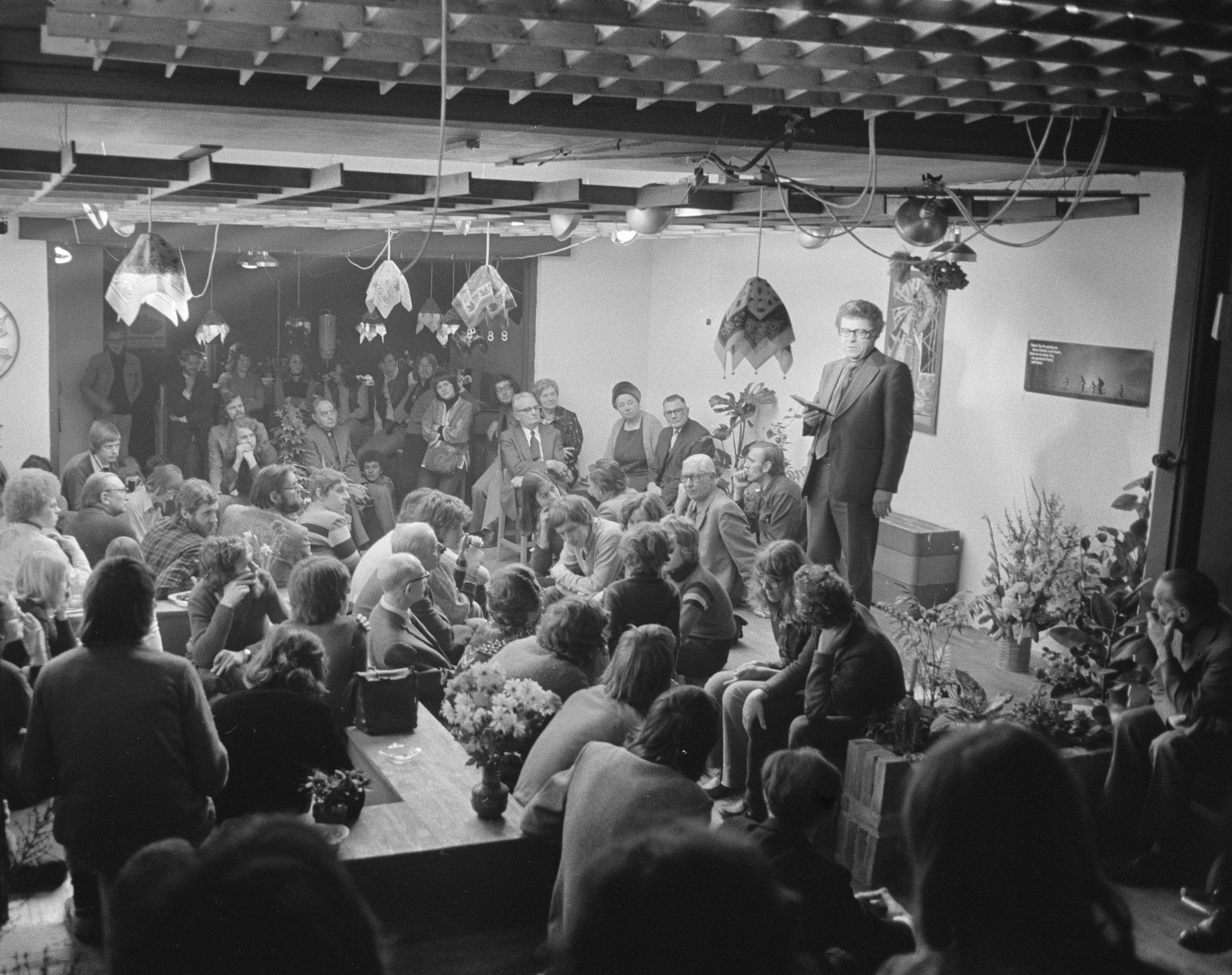
Brucks opent een koffiebar in de Jan Steenstraat in Amsterdam (1975)

George Albert Brucks (Hepburn, 28 januari 1926 - Zeist, 18 april 2006) was een Canadese zendeling. Hij was lange tijd directeur van de Nederlandse en Europese tak van Youth for Christ.

## Levensloop
Brucks groeide op op een kleine boerderij op de prairie. Op 19-jarige leeftijd werd hij meegenomen door een buurman naar een evangelisatiebijeenkomst en kreeg hij een intense bekeringservaring. Vervolgens studeerde hij vier jaar aan een Bijbelschool. De Canadees kwam na de Tweede Wereldoorlog naar Europa om als zendeling te werken met oorlogsvluchtelingen. Hij had tevens de taak om in Europa steuncomités op te richten voor nationale predikanten en evangelisten in Zuid- en Oost-Europa die men ondersteunde in moeilijke situaties, zoals minderheidssituaties, beperkte of geen godsdienstvrijheid en gebrek aan middelen voor het evangelisatiewerk en gemeentewerk. Brucks richtte steuncomités op in Engeland, Zwitserland en Nederland die, toen de Canadese organisatie uiteenviel, zichzelf moesten organiseren. De drie steuncomités gingen daarbij elk hun eigen weg. In Engeland werd de European Missionary Fellowship (EMF) gesticht, in Zwitserland de Europäische Evangelische Mission (EEM) en in Nederland de Europese Evangelische Zending.
De Canadees was van 1965 tot 1975 directeur van Youth for Christ Nederland en van 1975 tot 1990 directeur van Youth for Christ Europa. In de eerste jaren na de oorlog organiseerde de christelijke organisatie veel zogeheten rally's waar massaal jongeren op af kwamen. Aan het begin van de jaren zestig leek dat concept grotendeels uitgewerkt. Brucks zag zich op een gegeven moment aan het begin van een toespraak geconfronteerd met een stel jongeren uit het publiek die riepen "Wij hebben de pest aan godsdienst!". Brucks wees hen niet terecht, maar vroeg ze op het podium om hun kritiek uit te leggen. Door deze gebeurtenis ontstond het idee voor een veilige plek, waar jongeren in hun eigen sfeer met leeftijdsgenoten konden praten over alles wat hen bezighield. Hieruit kwam de koffiebars voort. Veel lokale afdelingen van YfC pakten dit nieuwe fenomeen op.
Brucks was getrouwd met een dochter van Jan Kits sr.. Hij overleed op 18 april 2006 in zijn woonplaats Zeist. Eerder die maand was hij nog benoemd tot ridder in de Orde van Oranje-Nassau.